# Lista de unidades federativas do Brasil por frota de veículos
Esta é uma lista de unidades federativas do Brasil por frota de veículos (motocicletas, reboques, automóveis, caminhões, tratores, ônibus, entre outros) em dezembro de 2023, segundo a Secretaria Nacional de Trânsito – SENATRAN (anteriormente denominado Departamento Nacional de Trânsito – DENATRAN), órgão executivo vinculado ao Ministério da Infraestrutura (MInfra).

## A lista
| Posição | Unidade federativa  | Frota de veículos |
| 1       | São Paulo           | 33 264 096        |
| 2       | Minas Gerais        | 13 481 706        |
| 3       | Paraná              | 8 838 800         |
| 4       | Rio Grande do Sul   | 8 075 318         |
| 5       | Rio de Janeiro      | 7 705 012         |
| 6       | Santa Catarina      | 6 189 405         |
| 7       | Bahia               | 5 120 353         |
| 8       | Goiás               | 4 726 950         |
| 9       | Ceará               | 3 753 826         |
| 10      | Pernambuco          | 3 568 386         |
| 11      | Mato Grosso         | 2 695 548         |
| 12      | Pará                | 2 627 090         |
| 13      | Espírito Santo      | 2 357 061         |
| 14      | Maranhão            | 2 132 527         |
| 15      | Distrito Federal    | 2 083 081         |
| 16      | Mato Grosso do Sul  | 1 893 634         |
| 17      | Paraíba             | 1 593 744         |
| 18      | Rio Grande do Norte | 1 554 064         |
| 19      | Piauí               | 1 449 658         |
| 20      | Rondônia            | 1 197 221         |
| 21      | Amazonas            | 1 130 055         |
| 22      | Alagoas             | 1 095 144         |
| 23      | Sergipe             | 951 523           |
| 24      | Tocantins           | 874 905           |
| 25      | Acre                | 350 273           |
| 26      | Roraima             | 275 703           |
| 27      | Amapá               | 242 574           |
| Total   | Brasil              | 119 227 657       |

Classificação por região
| Posição | Região       | Frota de veículos |
| 1       | Sudeste      | 56 807 875        |
| 2       | Sul          | 23 103 523        |
| 3       | Nordeste     | 21 219 225        |
| 4       | Centro-Oeste | 11 399 213        |
| 5       | Norte        | 6 697 821         |